# 阿尔弗雷德·克罗斯比
阿爾弗雷德·克羅斯比（英語：Alfred W. Crosby Jr.，1931年1月15日—2018年3月14日），美國歷史學者。臺譯但簡譯克羅斯比。曾任教華盛頓州立大學、耶魯大學、哈佛大學、赫爾辛基大學等校。1995年，芬蘭科學院頒授科學院院士。1999年退休後為德州大學奧斯汀分校歷史系的歷史、地理、美洲研究的榮譽教授。主要研究環境史和全球史，視為環境史研究的先驅和奠基人。代表作為1972年出版的《哥倫布大交換：1492年以後的生物影響和文化衝擊》，創造並開啟了「哥倫布大交換」的概念。其他的中譯著作有《生態帝國主義》、《寫給地球人的能源史》等。

## 外部連結
- 德州大學奧斯汀分校歷史系 阿爾弗雷德·克羅斯比 （页面存档备份，存于） （英文）